# Комітет Верховної Ради України з питань промислової політики та підприємництва
Комітет Верховної Ради України з питань промислової політики та підприємництва — колишній профільний комітет Верховної Ради України. Створений 4 грудня 2007 р.
Назви Комітету змінювалися:
- Комітет Верховної Ради України з питань промислової і регуляторної політики та підприємництва (з 4 грудня 2007 до 25 грудня 2012);
- Комітет Верховної Ради України з питань підприємництва, регуляторної та антимонопольної політики (з 25 грудня 2012 до 4 грудня 2014);
- Комітет Верховної Ради України з питань промислової політики та підприємництва (з 4 грудня 2014).

## Сфери відання
Комітет здійснює законопроєктну роботу, готує, попередньо розглядає питання, віднесені до повноважень Верховної Ради України, та виконує контрольні функції у таких сферах відання:
- розвиток підприємницької діяльності та гарантування прав і законних інтересів суб'єктів підприємницької діяльності;
- антимонопольна політика, розвиток економічної конкуренції, захист прав споживачів;
- регуляторна політика;
- розвиток малого і середнього підприємництва.

## Склад VIII скликання[2]
Керівництво:
- голова Комітету — Галасюк Віктор Валерійович
- перший заступник голови Комітету — Єфімов Максим Вікторович
- заступник голови Комітету — Кіраль Сергій Іванович
- заступник голови Комітету — Кужель Олександра Володимирівна
- заступник голови Комітету — Розенблат Борислав Соломонович
- секретар Комітету — Хміль Михайло Михайлович

Члени:
- Гіршфельд Анатолій Мусійович
- Дубінін Олександр Іванович
- Кривошея Геннадій Григорович
- Нечаєв Олександр Ігоревич[3].

## Склад попередніх скликань
VII скликання
Керівництво:
- Кужель Олександра Володимирівна — Голова Комітету
- Лук'янов Владислав Валентинович — Перший заступник голови Комітету
- Мошак Сергій Миколайович — Заступник голови Комітету
- Кучерук Микола Герасимович — Заступник голови Комітету
- Коваль Олександр Іванович — Секретар Комітету
- Гінка Ярослав Ярославович — Голова підкомітету з питань підприємництва та регуляторної політики
- Баландін Сергій Вікторович — Голова підкомітету з питань захисту прав споживачів
- Шаповалов Юрій Анатолійович — Голова підкомітету з питань антимонопольної політики та розвитку економічної конкуренції

Члени:
- Кириленко Павло Веніамінович
- Шаров Ігор Федорович[5].

Завідувач секретаріату — Загородній Володимир Петрович.